# 不倫瑞克 (紐約州)
不倫瑞克（英語：Brunswick）是一個位於美國紐約州倫塞勒縣的鎮。

## 人口
根據2020年美國人口普查的數據，不倫瑞克的面積為115.58平方千米，當中陸地面積為114.86平方千米，而水域面積為0.72平方千米。當地共有人口12581人，而人口密度為每平方千米109人。